# Orient Watch

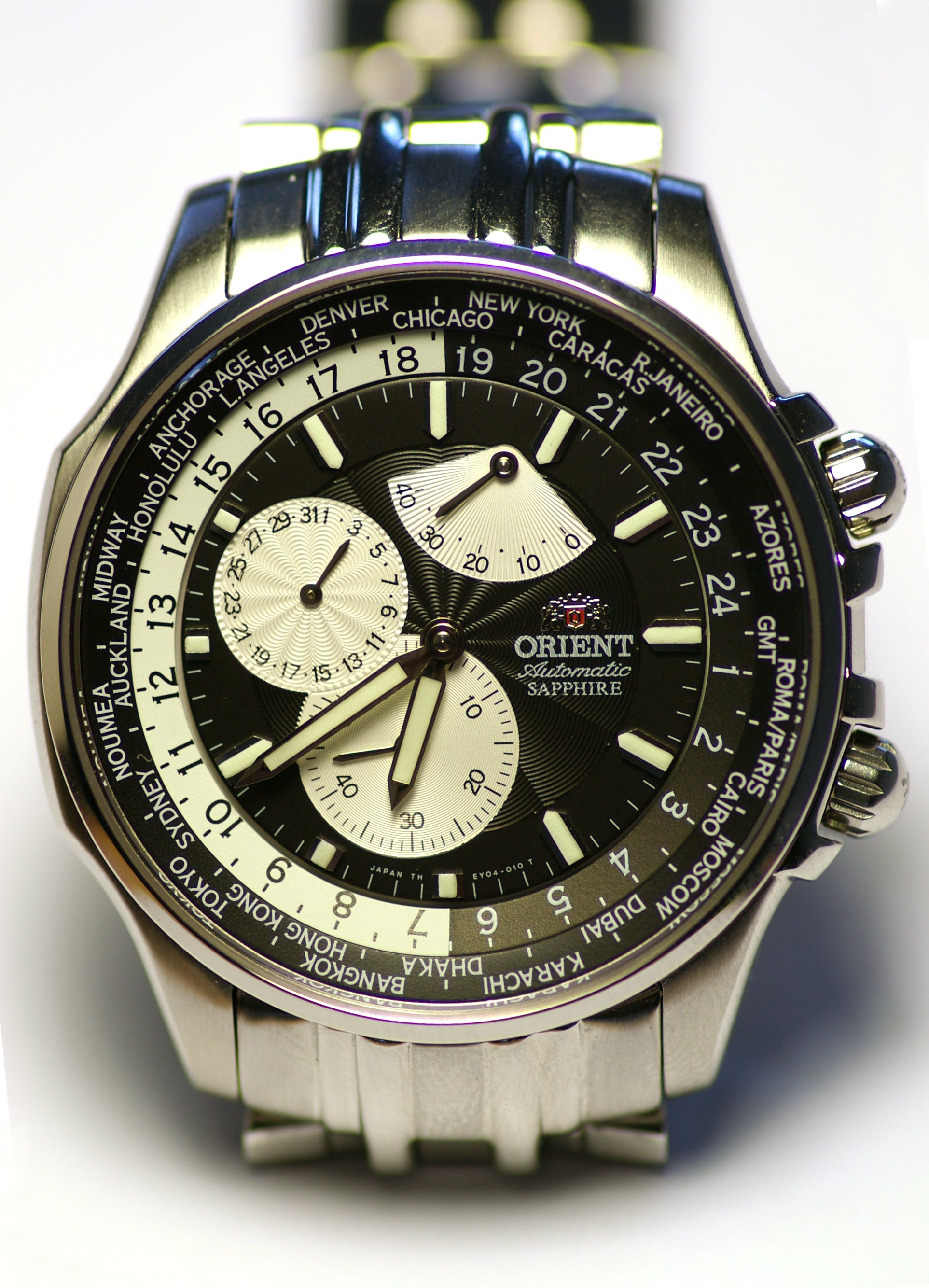

Orient Watch (яп. オリエント時計株式会社) — японський виробник годинників. Компанія, заснована в Токіо в 1950 році Сьогора Йосіда, веде свої витоки від 1901 року — часу входження в часовий бізнес її засновника.
В цей час контрольний пакет акцій належить компанії Seiko. Після придбання контрольного пакету, керівництво компанії очолив Кен Кавая, який довгий час керував відділеннями Seiko в Європі і Америці (наразі компанію очолює Дзюн Ватанабе). Компанія ORIENT WATCH виробляє в основному комп'ютерні деталі для корпорації Seiko Epson, виробництво наручних годинників займає досить значну частку в торговому балансі компанії (щорічно компанія виробляє більше двох мільйонів наручних годинників). Фабрики компанії розташовані в Японії, Китаї, Гонконзі і в Південній Америці.
Компанія виробляє під наступними брендами наручних годинників: Orient, Royal Orient, Orient Star, Diana, iO, YOU, Town & Country, Daks, Private Label.
З 2009 року, компанія є спонсором спортивної гоночної команди STI Subaru.

## Історія компанії

### Компанія Тойо-токей
1901: Ацугоро Йосіда засновує в Вено (район Токіо), перший магазин і майстерню Йосіда-токей, починає імпорт і продаж годинників.
1920: Створення заводу з виробництва годинників Тойо-токей, виробництво перших настільних годинників.
1934: Початок виробництва наручних годинників.
1936: Відкриття заводу в Хіно (район Токіо) для виробництва наручних годинників Йосіда-токей. Під час війни завод починає випускати продукцію, призначену для військових потреб.
1945: Відновлення виробництва годинників після закінчення Другої світової війни.
1946: Створення Профспілкової Асоціації Тойо-токей, виникнення тривалих робочих конфліктів.
1949: Розформування заводу в Хіно.

### Акціонерне товариство ORIENT WATCH Co
1950: Початок діяльності Акціонерного Товариства зі створення вимірювальних приладів в Тамі на базі обладнання заводу в Хіно.
1951: Зміна назви компанії на ORIENT WATCH Co., Ltd. Початок продажів самої відомої моделі Orient Star.
1952: Набуття права власності на завод у Хіно.
1959: З метою зміцнення механізму продажу виокремлюють комерційний відділ, створюють акціонерне товариство — торговельну фірму ORIENT SHOJI.
1961: Акції компанії з'являються в другій секції Токійської фондової біржі (дрібних списочних компаній).
1965: Міністр іноземної торгівлі та промисловості кваліфікує компанію як підприємство, що сприяє розвитку експорту.
1966: Закриття торгової фірми ORIENT SHOJI. Правонаступником компанії є акціонерне товариство ORIENT WATCH Co., Ltd.
1978: Створення в Гонконзі компанії ORTIME (HK) LTD.
1981: Створення в місті Уґо (префектура Акіта) Акціонерного Товариства з виробництва точних годинникових механізмів Уґо Токей Сейміцу (нині — Акціонерне суспільство UTS).
1986: Створення в місті Юдзава (префектура Акіта) Акціонерного Товариства з виробництва точних механізмів Орієнт (Акіта Орієнт Сейміцу).
1989: Початок збірки головок принтерів. Передача керівництва виробництвом всередині країни Акціонерному Товариству Акіта Орієнт Сейміцу.
1995: Початок виробництва деталей для струменевих принтерів.
1996: Початок виробництва струменевих принтерів.
1997: Збільшення розподілу капіталу третім особам за рахунок акцептування підприємством Сейко-Епсон. Акціонерне Товариство Сейко-Епсон стає головним утримувачем акцій компанії.
2000: Запуск підприємства з виробництва генераторів з кварцовою стабілізацією частоти для мобільних телефонів, початок серійного виробництва з січня 2001 року.
2001: Перенесення штаб-квартири з Хіно в токійський район Тійода, Сото-Канда і злиття його з головним офісом. Збільшення розподілу капіталу третім особам за рахунок акцептування підприємством Сейко-Епсон. Кількість акцій компанії у володінні Сейко-Епсон досягає 52%, таким чином компанія стає дочірнім підприємством Сейко-Епсон.
2003: Відповідно до критеріїв делістинга, акції компанії вибувають з другої секції Токійської фондової біржі і реєструються в системі Green Seat (розділ Фенікс), керованої Японською асоціацією дилерів фондового ринку.
2004: Розробка нового тонкого механізму високої точності, початок продажів марки Royal Orient.
2006: Початок імпорту і продажів наручних годинників, вироблених за кордоном.
2010: Початок переносу складальних ліній з країн з дешевою робочою силою до Японії.